# Destinazione inferno
(Lee Child, Destinazione inferno, cap. 32)
Destinazione inferno (Die Trying) è un romanzo di Lee Child del 1998, pubblicato in Italia nel 2001 per Longanesi. Il libro costituisce il secondo episodio della serie Jack Reacher.
In un'assolata Chicago di fine giugno, Jack Reacher viene preso in ostaggio durante il sequestro dell'agente Johnson organizzato da uno spietato gruppo di miliziani anti-governativi.
Per quest'opera l'autore è stato insignito del W.H. Smith Thumping Good Read Award.

## Trama

### Chicago
Fine giugno a Chicago. Una giovane donna in stampelle esce dalla lavanderia lasciando cadere dei vestiti sul marciapiede. Passando di lì per caso, Jack Reacher le offre aiuto, ma nello stesso momento due malviventi estraggono le pistole e li costringono a salire in macchina dove un terzo uomo è alla guida. Arrivati in un'area deserta fuori città, il gruppo abbandona l'auto e sale su un furgone caricando gli ostaggi sul retro. Ammanettati ed al buio Jack e la donna si presentano: lei si chiama Holly Johnson ed è un agente dell'FBI, Reacher invece è un semplice buttafuori di un locale notturno di Chicago.

### Il viaggio
Dopo molte ore di viaggio si fermano in una zona di campagna e Reacher e Holly vengono rinchiusi in una stalla. Quando arriva la cena, Reacher si serve del dente della forchetta per aprire le manette. Esplorando l'ambiente, scopre che il portone è chiuso dall'esterno con un catenaccio e l'unica via di fuga è una finestra d'aerazione a sei metri d'altezza. Visto che la donna non potrebbe farcela a causa del ginocchio malconcio, decide di aspettare un momento migliore per la fuga. Dal comportamento di Reacher, la donna capisce che è un uomo addestrato per affrontare situazioni di pericolo e ipotizza che sia un militare.
Il giorno dopo sono di nuovo sul furgone. Dopo molte insistenze di Holly, Reacher rivela di essere un ex-militare insignito di una Silver Star, due Bronze Star e un Purple Heart; Holly invece che il padre è un uomo potente del Dipartimento della Difesa.
Dopo aver viaggiato tutto il giorno si fermano un'altra volta per la notte. Reacher e Holly vengono incatenati all'interno di un vecchio ricovero per cavalli. Durante la notte uno dei malviventi entra nella stalla per violentare Holly. Reacher con un forte movimento del corpo riesce a strappare la catena dallo zoccolo di legno marcio a cui è fissata e uccide l'aggressore. Poi esce dalla stalla per nascondere il corpo e scrutando l'orizzonte si accorge che la campagna è troppo vasta per tentare una fuga.

### Nel Montana
Il giorno successivo il furgone arriva a destinazione nella cittadina di Yorke, una zona boschiva del Montana rifugio di un gruppo di guerriglieri anti-governativi. Holly viene rinchiusa in una cella appositamente costruita dove nell'intercapedine tra la parete interna ed esterna è stata nascosta della dinamite. Lo spietato e carismatico Beau Borken, comandante dei ribelli, ha inizialmente intenzione di uccidere Reacher ma poi, impressionato dall'acume dell'ex-militare, decide di usarlo per comunicare con il governo americano. Poco dopo, tuttavia, viene data la notizia del ritrovamento del cadavere del rapitore ucciso da Reacher e il comandante decide di prendere «una vita per una vita». Vuole però offrire una possibilità a Reacher e propone una sfida di tiro al bersaglio: un Barrett a sei colpi per colpire una sagoma a 800 metri. Prima spara Borken facendo un centro; poi Reacher che mette a segno tutti i colpi con una disposizione che richiama la forma di una B, l'iniziale di Beau Borken.
Reacher ha salva la vita ma viene rinchiuso in una baracca con un uomo di guardia. A notte inoltrata riesce a uscire e si dirige verso i depositi. Questi sono delle grandi caverne chiuse da portoni di legno. Uno di questi è bloccato da chiavistello e lucchetto ma lascia alla base uno spazio sufficiente perché Reacher possa insinuarvisi. All'interno sono ricoverati un centinaio di missili Stinger terra-aria. Mentre esplora la caverna, arrivano Borken e il suo vice. Reacher si nasconde. Uscendo, i due chiudono il portone facendo combaciare i battenti e Reacher non ha più lo spazio di uscita. Tuttavia le caverne sono comunicanti e attraverso un passaggio strettissimo striscia fino a quella adiacente. Una volta fuori va a liberare Holly, poi manomette la radio e manda un fax all'FBI per avvertire che uno dei loro agenti fa il doppio gioco.
Nel frattempo, il capitano dell'FBI di Chicago McGrath e gli agenti Borger e Milosavic sono arrivati in Montana assieme ai generali Webster, Johnson e Garber. Decidono di bloccare le linee telefoniche dei miliziani e dirottarle sui propri terminali. In questo modo catturano i fax di Borken diretti alla Casa Bianca, alla CNN e alle Nazioni Unite in cui si annuncia la nascita di un nuovo Stato.
Reacher e Holly hanno intenzione di fuggire con una jeep ma Borken li sorprende riportandoli in prigione. Reacher ora è controllato da tre uomini ma riesce ancora a fuggire. Uccidendo una sentinella si procura un fucile.
Nel frattempo McGrath, Broger e Milosavic cercano di raggiungere Yorke passando per i boschi. Il capitano viene catturato e portato al centro di una radura per l'esecuzione. Viene fissato al terreno con delle corde ai polsi e alle caviglie e dei picchetti in modo che le telecamere degli aerei possano riprenderlo. Nascosto al limitare del bosco, Reacher prende la mira uccidendo i quattro miliziani di guardia e libera McGrath.
Borken fa uscire Holly dalla prigione in modo che le telecamere aeree possano riprenderla. Fa legare Holly ad un albero e spara contro di lei con una pistola a venti colpi evitando di poco il bersaglio. In collegamento Radio con Webster, Borken minaccia di ucciderla se non ci sarà una dichiarazione ufficiale ai media su quello che sta succedendo a Yorke. Nel frattempo Reacher si trova sul tetto di una baracca e chiede a McGrath di andargli a prendere un Barrett. Contemporaneamente anche Garber è giunto a Yorke e uccidendo una sentinella si è procurato un fucile. Reacher inquadra Borken sul suo mirino ottico e vede Garber che a sua volta prende la mira. Tuttavia Garber, Borken e la prigione imbottita di esplosivo si trovano sulla stessa retta e Reacher capisce che deve sparare per primo. Il proiettile esplode nella camera del Barrett e colpisce il bersaglio, mentre quello di Garber arriva subito dopo quello di Reacher e, non trovando ostacoli, prosegue fino alla prigione. Non c'è alcuna esplosione.
McGrath esce allo scoperto per liberare Holly e Reacher va a controllare la prigione scoprendo che non c'è dinamite nascosta nell'intercapedine. Pensa dunque che Borken abbia in mente un obiettivo civile nel giorno dell'Indipendenza. Milosavic prende Holly come ostaggio e si rifugia nelle caverne. Reacher entra nella caverna accanto e strisciando lungo il passaggio tra le rocce arriva in quella di Milosavic. Nel buio calpesta dei barattoli di vernice e perde l'equilibrio. Milosavic tenta di uccidere Reacher ma Holly gli conficca nell'orecchio una punta di ceramica ricavata dalle piastrelle del bagno della prigione.

### Inseguimento ed epilogo
Reacher, McGrath, Holly e Garber salgono a bordo di un elicottero dove ci sono già Webster e Johnson. Reacher suppone che il furgone bianco con l'esplosivo sia diretto a San Francisco e vi si dirigono seguendo l'interstatale. Reacher si ricorda dei barattoli di vernice e capisce che è stato ridipinto. Trovano un furgone verde identico a quello che li ha trasportati in Montana e riconoscono il conducente. In un momento in cui la strada è sgombra, Reacher spara contro il mezzo facendolo esplodere. A questo punto l'elicottero atterra e Holly e Reacher scendono. Reacher loda il coraggio di Holly ma lei è convinta che l'ombra di suo padre la seguirà sempre. Lui le suggerisce di cambiare cognome. Lei propone Holly Reacher; lui vorrebbe ma capisce che è meglio Holly McGrath. Lei lo ringrazia con un bacio, poi sale sull'elicottero e parte. Reacher prosegue a piedi.

## Riconoscimenti
- Vincitore nel 2003 del W.H. Smith Thumping Good Read Award[1].

## Edizioni
- Lee Child, Destinazione inferno, traduzione di A. Tissoni, collana La Gaja scienza, Milano, Longanesi & C., 2001,  p. 647, ISBN 88-304-1675-4.
- Lee Child, Destinazione inferno, traduzione di A. Tissoni, collana Best thriller, Milano, Superpocket, 2002,  p. 491, ISBN 88-462-0258-9.
- Lee Child, Destinazione inferno, traduzione di A. Tissoni, collana TEAdue, Milano, TEA, 2003,  p. 491, ISBN 88-502-0355-1.
- Lee Child, Destinazione inferno, traduzione di A. Tissoni, collana TEAdue, Milano, TEA, 2008,  p. 491, ISBN 88-502-0355-1.
- Lee Child, Destinazione inferno, traduzione di A. Tissoni, collana TEAdue, Milano, TEA, 2010,  p. 491, ISBN 88-502-0355-1.